# Robert Palmgren
Gösta Robert Palmgren, född 1 januari 1947 i Malmö, är en svensk pensionerad officer i Flygvapnet.

## Biografi
Palmgren blev fänrik i Flygvapnet 1970. Han befordrades till löjtnant 1972, till kapten 1973, till major 1981, till överstelöjtnant 1985, till överste 1994 och till överste av 1:a graden 1998.
Palmgren inledde sin militära karriär 1970 i Flygvapnet vid Södermanlands flygflottilj (F 11). 1978–1981 tjänstgjorde han vid Spanings- och underrättelseavdelningen vid Första flygeskadern (E 1). 1981–1983 tjänstgjorde han vid Underrättelseavdelningen vid Försvarsstaben. 1983–1985 tjänstgjorde han vid avdelningen Strategiska studier- och planering vid Försvarsstaben. 1985–1986 tjänstgjorde han vid avdelningen Strategisk planering och analys vid Försvarsstaben. 1986–1987 tjänstgjorde han som lärare på Flyglinjen vid Militärhögskolan. 1988–1994 var han kurschef för Flyglinjen vid Militärhögskolan. 1994–1995 var han stabschef vid Mellersta flygkommandot. 1995–1997 var han chef för Flygvapnets officershögskola (FOHS). 1997–1998 var han chef för Flygvapnets Halmstadsskolor (F 14). 1998–2000 var han chef för Södra flygkommandot. 2000–2001 var han till förfogande för Flygtaktiska kommandot. År 2002 var han till förfogande för Kansliavdelningen vid Högkvarteret. Palmgren lämnade Försvarsmakten 2002.